# یواس‌اس مریلند (بی‌بی-۴۶)
یواس‌اس مریلند (بی‌بی-۴۶) (به انگلیسی: USS Maryland (BB-46)) یک کشتی بود که طول آن ۶۲۴ فوت (۱۹۰ متر) بود. این کشتی در سال ۱۹۲۰ ساخته شد.